# Лос Мочис
Лос Мочис (шп. Los Mochis) је град у Мексику у савезној држави Синалоа. Према процени из 2005. у граду је живело 231.977 становника.

## Становништво
Према подацима са пописа становништва из 2010. године, град је имао 256.613 становника.
| 1990.   | 1995.   | 2000.   | 2005.   | 2010.   |
| ------- | ------- | ------- | ------- | ------- |
| 162.659 | 188.349 | 200.906 | 231.977 | 256.613 |